# Oligomyrmex capreolus
Oligomyrmex capreolus är en myrart som beskrevs av Wheeler 1927. Oligomyrmex capreolus ingår i släktet Oligomyrmex och familjen myror.

## Underarter
Arten delas in i följande underarter:
- O. c. capreolus
- O. c. laeviceps